# 별순검
별순검(別巡檢)은 대한제국의 경위원(警衛院)에 속해있던 경찰이다. 보통 '별짜'(別-)나 '별뜨기'(別-)라고 불리었다. 제복이 없는 사복경찰로서 다른 순검과 달리 정보수집이나 정탐활동을 하였다.